# Malaysian Open 2010
Golden Horses Health Sanctuary Malaysian Open 2010 — тенісний турнір, що проходив на відкритих кортах з твердим покриттям. Це був перший за ліком турнір Malaysian Open. Належав до категорії International в рамках Туру WTA 2010. Відбувся в Bukit Kiara Equestrian and Country Resort. Тривав з 22 до 28 лютого 2010 року.

## Учасниці

### Сіяні учасниці
| Країна     | Гравчиня             | Рейтинг1 | Сіяна |
| ---------- | -------------------- | -------- | ----- |
| Росія      | Олена Дементьєва     | 7        | 1     |
| КНР        | Лі На                | 10       | 2     |
| КНР        | Чжен Цзє             | 20       | 3     |
| Росія      | Аліса Клейбанова     | 31       | 4     |
| Угорщина   | Мелінда Цінк         | 44       | 5     |
| Австрія    | Сібіль Баммер        | 50       | 6     |
| Словаччина | Магдалена Рибарикова | 53       | 7     |
| Білорусь   | Ольга Говорцова      | 56       | 8     |

- 1 Рейтинг подано станом на 15 лютого 2010.

### Інші учасниці
Нижче наведено учасниць, які отримали вайлд-кард на участь в основній сітці:
- Ноппаван Летчівакарн
- Алісія Молік
- Янь Цзи

Нижче наведено гравчинь, які пробились в основну сітку через стадію кваліфікації:
- Олена Бовіна
- Анна Герасімоу
- Ксенія Первак
- Сема Юріка

## Переможниці та фіналістки

### Одиночний розряд
Аліса Клейбанова —  Олена Дементьєва 6–3, 6–2
- Для Клейбанової це був 1-й титул за кар'єру.

### Парний розряд
Чжань Юнжань /  Чжен Цзє —  Анастасія Родіонова /  Родіонова Аріна Іванівна 6–7(4–7), 6–2, [10–7]